# Jugoslovanski izbor za Pesem Evrovizije 1989
Jugoslovanski izbor za Pesem Evrovizije 1989 je potekal v soboto, 4. marca 1989, v Veliki dvorani Srbskega narodnega gledališča v Novem Sadu. Vodila sta ga Dina Čolić and Boško Negovanović.
Zmagala je skupina Riva s pesmijo Rock me, ki je maja na Pesmi Evrovizije 1989 v Lozani osvojila prvo mesto in tako Jugoslaviji prinesla prvo in edino evrovizijsko zmago.

## Tekmovalne skladbe
Vsak TV-center je izbral eno pesem, ki se je neposredno uvrstila na izbor, in še 3 za ožji izbor. Izmed teh 24 skladb je jugoslovanska žirija, v kateri so bili predstavniki vseh 8 televizijskih centrov (za Ljubljano Lado Leskovar), izbrala še 8 finalistov po merilu kakovosti, ne studijske pripadnosti. TV Ljubljana je na natečaju prejela 21 popevk, izmed katerih so Janez Martinc, Urban Koder, Mojmir Sepe, Ivo Umek in Lado Leskovar na izbor neposredno poslali Kadar sem sama, Baby blue pa se je na festival uvrstila po presoji jugoslovanske žirije.
| #   | TV-center | Izvajalec                           | Naslov pesmi               |
| --- | --------- | ----------------------------------- | -------------------------- |
| 1.  | Sarajevo  | Jelena Džoja in Ambasadori          | Kad ljubav umire           |
| 2.  | Ljubljana | Caffe, Mojca in Marta               | Kadar sem sama             |
| 3.  | Beograd   | BG sound                            | Voli me opet               |
| 4.  | Zagreb    | Massimo Savić                       | Plavi anđeo                |
| 5.  | Skopje    | Zdravko Škender in Intervali        | Ogan gori                  |
| 6.  | Zagreb    | Riva                                | Rock me                    |
| 7.  | Priština  | Trio Rona                           | Fjollat                    |
| 8.  | Sarajevo  | Toni Janković                       | Pričaj mi                  |
| 9.  | Skopje    | Vesna Ivić in Tedi Bajić            | Pregrni me nežno           |
| 10. | Ljubljana | Miran Rudan in Pop design           | Baby blue                  |
| 11. | Zagreb    | Jasna Zlokić                        | Sve duge godine            |
| 12. | Novi Sad  | Ana Kostovska                       | Umesto da se ljubimo       |
| 13. | Beograd   | skupina Frenki                      | Reka bez povratka          |
| 14. | Skopje    | Lidija Kočovska                     | Tajna                      |
| 15. | Titograd  | Biljana Krstić in Srdjan Marjanović | Još jedan poljubac za kraj |
| 16. | Novi Sad  | skupina Foto model                  | Neću da te delim           |

1. ↑  Tomaž Kozlevčar (glasba, aranžma), Miša Čermak (besedilo).
2. ↑  Tadej Hrušovar (glasba), Janez Hvale (besedilo), Stipica Kalodjera (aranžma).

## Glasovanje
O zmagovalcu je odločalo 8 regionalnih žirij. V vsaki sta bila vsaj dva profesionalna glasbenika in en član, mlajši od 30 let. Žirije so glasovale za 5 najboljših pesmi.
| #   | Naslov pesmi               | Št. točk | Mesto |
| --- | -------------------------- | -------- | ----- |
| 1.  | Kad ljubav umire           | 26       | 7.    |
| 2.  | Kadar sem sama             | 13       | 12.   |
| 3.  | Voli me opet               | 54       | 3.    |
| 4.  | Plavi anđeo                | 65       | 2.    |
| 5.  | Ogan gori                  | 18       | 10.   |
| 6.  | Rock me                    | 66       | 1.    |
| 7.  | Fjollat                    | 7        | 15.   |
| 8.  | Pričaj mi                  | 8        | 14.   |
| 9.  | Pregrni me nežno           | 38       | 4.    |
| 10. | Baby blue                  | 20       | 9.    |
| 11. | Sve duge godine            | 34       | 5.    |
| 12. | Umesto da se ljubimo       | 14       | 11.   |
| 13. | Reka bez povratka          | 4        | 16.   |
| 14. | Tajna                      | 29       | 6.    |
| 15. | Još jedan poljubac za kraj | 26       | 7.    |
| 16. | Neću da te delim           | 10       | 13.   |